# Roger Vailland
Roger Vailland (n. 16 octombrie 1907, Oise, Picardie⁠(d), Franța – d. 12 mai 1965, Meillonnas, Rhône-Alpes, Franța) a fost un scriitor, eseist și scenarist francez care a câștigat Premiul Goncourt în 1957.

## Biografie
Vailland s-a născut în Acy-en-Multien, Oise. Printre romanele sale se numără premiul Drôle de jeu (1945), Les mauvais coups (1948), Un jeune homme seul (1951), 325 000 francs (1955) și La loi (1957) cu care a câștigat Premiul Goncourt. Scenariile sale includ Les liaisons dangereuses (cu Claude Brûlé și Roger Vadim, 1959) și Le vice et la vertu (cu Vadim, 1962). A murit, în vârstă de 57 de ani, în Meillonnas, Ain.
Vailland a făcut parte din rezistența franceză în timpul ocupației naziste. Drôle de jeu este considerat unul dintre cele mai bune romane despre Rezistența antifascistă. Vailland s-a alăturat Partidului Comunist Francez, dar a demisionat după suprimarea sovietică a Revoluției maghiare din 1956. El a rămas un om politic de stânga independent pentru tot restul vieții sale.

## Opera

### Romane
- Drôle de jeu, Prix Interallié, Éditions Corrêa, Paris, 1945
- Les Mauvais coups, Éditions Sagittaire, 1948
- Bon pied, bon œil, Éditions Corrêa, Paris, 1950
- Un Jeune homme seul, Éditions Corrêa, Paris, 1951
- Beau masque, Éditions Gallimard, Paris, 1954
- 325 000 francs, Éditions Corrêa, Paris, 1955
- La Loi, Premiul Goncourt 1957
- La Fête, Éditions Gallimard, Paris, 1960
- La Truite, Éditions Gallimard, Paris, 1964
- La Visirova, Messidor, Paris, 1986
- Cortès, le conquérant de l'Eldorado, Messidor, Paris, 1992

### Călătorie
- Boroboudour, Éditions Gallimard, Paris
- Boroboudour, voyage à Bali, Java et autres îles, Éditions du Sonneur Arhivat în 20 iulie 2012, la Wayback Machine., Paris

### Jurnale
- Chronique d’Hiroshima à Goldfinger : 1945-1965, Éditions sociales, Paris, 1984
- Chronique des années folles à la Libération, Éditions sociales, Paris, 1984.
- Écrits intimes, Éditions Gallimard, Paris, 1982.

### Teatru
- Héloïse et Abélard, Editions Corréa, 1947
- Le Colonel Foster plaidera coupable, pièce en cinq actes, les Éditeurs réunis, Paris, 1952.
- Monsieur Jean, Éditions Gallimard, Paris, 1959

### Eseuri
- Laclos, Éditions du Seuil, Paris, 1953
- Éloge du Cardinal de Bernis, Éditions Grasset, Paris, 1956.
- Expérience du drame, Éditions du Rocher, Monaco, 2002
- Un homme du peuple sous la Révolution, Éditions Gallimard, Paris, 1979
- Le regard froid : réflexions, esquisses, libelles, 1945-1962, Éditions Grasset, Paris, 1998
- N’aimer que ce qui n’a pas de prix, Éditions du Rocher, Monaco, 1995
- Les pages immortelles de Suétone, Éditions du Rocher, Monaco, 2002
- Le Saint-Empire, Éditions de la différence, Paris, 1978
- Le Surréalisme contre la révolution, Éditions Complexe, Bruxelles, 1988